# Mistrzostwa Panamerykańskie w Judo 1974
Mistrzostwa panamerykańskie odbywały się w dniu 26 - 28 listopada 1974 roku w Panamie. W tabeli medalowej tryumfowali judocy z USA.

## Klasyfikacja medalowa
| Miejsce | Państwo           |   |   |    | Razem |
| ------- | ----------------- | - | - | -- | ----- |
| 1       | Stany Zjednoczone | 3 | 1 | 5  | 9     |
| 2       | Kuba              | 1 | 3 | 2  | 6     |
| 3       | Brazylia          | 1 | 2 | 3  | 6     |
| 4       | Kanada            | 1 | 0 | 1  | 2     |
| 5       | Argentyna         | 0 | 0 | 1  | 1     |
| Razem   | Razem             | 6 | 6 | 12 | 24    |

## Medaliści

### Mężczyźni
| Konkurencja: | Złoto:          | Srebro:               | Brąz:                                          |
| −63 kg       | Mauro Junqueira | Anelson Vieira        | Kenneth Okada Jimmy Martin                     |
| −70 kg       | Wayne Erdman    | Juan Ferrer           | Ramon Rivera Patrick Burris                    |
| −80 kg       | Isaac Azcuy     | Daniel Carreira Filho | James Pedro Sr. Rainer Fischer                 |
| −93 kg       | Thomas Martin   | Roberto Batista Cobas | Carlos Eduardo do Santos José Ibáñez           |
| ponad 93 kg  | Jimmy Wooley    | Dean Sedgewick        | Julio Abraham Fenelon da Silva                 |
| −Open        | Jimmy Wooley    | José Ibáñez           | Carlos Eduardo do Santos Roberto Batista Cobas |